# Mangone
Mangone (Mangùne in calabrese) è un comune italiano di 1 903 abitanti della provincia di Cosenza. È situato  a sud-est di Cosenza, in posizione dominante l'alta valle del Savuto. Nel comune è compresa la frazione di Piano Lago (in origine Pian del Lago), a 627 metri sul livello del mare, nel punto di saldatura tra Catena Costiera (o Paolana) e Sila.

## Storia

### Simboli
(D.P.R. del 24 aprile 1997)
Il gonfalone è un drappo di giallo.

## Società

### Evoluzione demografica
Abitanti censiti